# Aveloso
Aveloso is een plaats (freguesia) in de Portugese gemeente Mêda en telt 287 inwoners (2001).